# Monceau-sur-Oise
Monceau-sur-Oise település Franciaországban, Aisne megyében. Lakosainak száma 130 fő (2022. január 1.). Monceau-sur-Oise Flavigny-le-Grand-et-Beaurain, Malzy, Villers-lès-Guise és Wiège-Faty községekkel határos.

## Népesség
A település népességének változása:
| Lakosok száma | 178  | 128  | 127  | 128  | 116  | 123  | 128  | 127  | 127  | 130  |
|               | 1968 | 1982 | 1990 | 2006 | 2013 | 2015 | 2017 | 2019 | 2020 | 2022 |